# Sólveig Anspach
Sólveig Anspach (ur. 8 grudnia 1960 w Vestmannaeyjar, zm. 7 sierpnia 2015 w Drôme) – islandzka reżyserka i scenarzystka filmowa, tworząca filmy we Francji i Islandii.

## Życie i twórczość
Córka rumuńskiego Niemca Gerharda Anspacha oraz islandzkiej architekt Högny Sigurðardóttir. Większość życia spędziła mieszkając i pracując we Francji. Studiowała w Paryżu filozofię i psychologię kliniczną, po czym w 1989 ukończyła studia reżyserskie na prestiżowej uczelni La Fémis.
Charakterystyczne w filmach reżyserowanych przez Anspach jest eksponowanie wątków feministycznych oraz ukazywanie Islandii jako miejsca odrębnego kulturowo dla bohaterów przybywających tam z innych części świata. W Nawałnicy (2003), pierwszym filmie nakręconym w Islandii, przedstawia ten kraj jako charakteryzujący się zarówno surowymi warunkami atmosferycznymi, jak i tradycjonalistycznie podchodzącymi do budowania relacji mężczyznami. Ukazany jest on jako miejsce niesprzyjające ubezwłasnowolnionym kobietom. Film miał swoją światową premierę w sekcji "Un Certain Regard" na 56. MFF w Cannes. Wcześniej Anspach zasiadała w jury Złotej Kamery na 53. MFF w Cannes (2000).
Bardziej optymistyczne podejście widoczne jest w jej filmie Zaraz wracam (2008), w którym Anspach portretuje życie bohemy zamieszkującej dom handlującej marihuaną poetki. Jego mieszkańcami są m.in. charyzmatyczne kobiety, co burzy stereotypowe podejście do portretowania Islandek w filmie. Także sam kraj jest inaczej zobrazowany poprzez koncentrację na ekscentryczności wprowadzanej na wyspę przez cudzoziemców. Przedstawiona perspektywa wiecznej zabawy jest jednak wyidealizowana, przez co widzowie mogą odbierać treść filmu jako niemożliwą do zrealizowania (zarówno dla turystów, jak i autochtonów) utopię. 
W kolejnym filmie Królowa Montreuil (2012) powracają postacie z dwóch poprzednich produkcji kinowych Anspach. Również w nim reżyserka koncentruje się na bohaterkach kobiecych i osobach "wrzuconych" do obcej im kulturowo rzeczywistości. 
Ostatni jej film Efekt wody (2016), który otrzymał Cezara za najlepszy scenariusz oryginalny, zmontowany został już po śmierci Anspach, zgodnie z przekazanymi przez nią wskazówkami. Zmarła na raka piersi w wieku 54 lat.

## Filmografia
- Barbara, tu n'es pas coupable – (telewizyjny film dokumentalny; 1998)
- Que personne ne bouge! –  (telewizyjny film dokumentalny; 1999)
- W górę serca! –  (1999)
- Reykjavik, des elfes dans la ville – (film dokumentalny; 2001)
- Made in the USA – (2001)
- Nawałnica –  (2003)
- Bienvenue chez... (dwa epizody w telewizyjnym serialu dokumentalnym: Didda, Manon; 2007)
- Zaraz wracam –  (2008)
- Louise Michel (film telewizyjny; 2009)
- Christine (dokumentalny filmkrótkometrażowy; 2009)
- Anne et les tremblements (film krótkometrażowy; 2010)
- Królowa Montreuil – (2012)
- Prawda o Lulu – (2013)
- L'effet aquatique (Efekt wody; 2016)

Źródła: